# Leidenschaft (Erzählung)

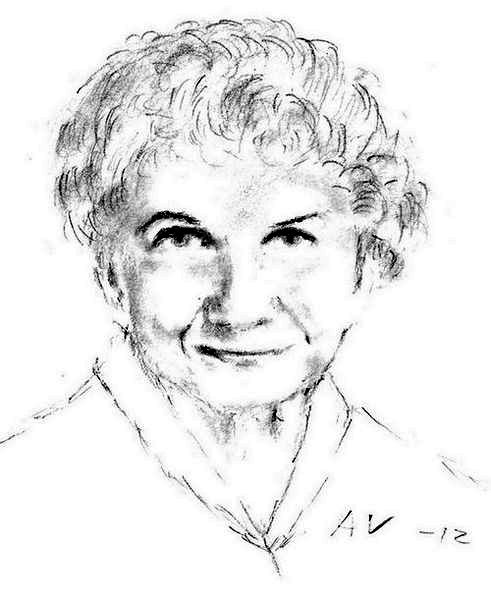
Alice Munro. Nobelpreis für Literatur

Leidenschaft (im Original Passion, 2004) ist eine Erzählung von Alice Munro. Die Geschichte handelt unter anderem von Klassenunterschieden und von den Hindernissen, die durch sie entstehen. Munro hat von diesem Werk im selben Jahr zwei Versionen veröffentlicht. Bemerkenswert ist in Bezug auf Passion ferner, dass eine wissenschaftliche Zeitschrift, Narrative, im Mai 2012 fünf Beiträge allein zu dieser Erzählung publiziert hat und in einem sechsten den Austausch zwischen den jeweiligen Autoren dokumentiert.

## Handlung
Grace ist bei den Großeltern aufgewachsen, die Korbstuhlmacher sind, und ist noch keine 21 Jahre alt. Um von zuhause wegzukommen, arbeitet sie im Hotel, als ein junger Mann aus besseren Kreisen, Maury, sie anspricht. Grace beginnt, sich von ihm ausführen zu lassen, als ihr seine Ernsthaftigkeit erwiesen zu sein scheint. Aber es geht ihr mit ihm nicht schnell genug und sie verliebt sich in dessen Mutter, Mrs. Travers, die ihrerseits beginnt, Grace gern in ihrem Sommerhaus um sich zu haben und die ihr eine ruhige Umgebung anbietet, wenn sie ein paar Stunden frei hat. Grace nutzt die Zeit, um zu lesen. Auch zu Thanksgiving wird sie eingeladen und alle außer ihr gehören bereits zur Familie. Ein älterer Bruder namens Neil, der Arzt ist, taucht genau in dem Moment auf, als Grace seine Hilfe braucht, weil sie sich im Garten am Fuß eine tiefe Wunde zugezogen hat. Auch er ist auf ihre Hilfe angewiesen, wie sich bald herausstellt, da er alkoholabhängig ist und vorhat, sich nach der Fahrt in die Klinik und dem Setzen der Tetanusspritze eine spezielle Sorte Alkohol als Nachschub zu besorgen. Auf der Fahrt zu seiner Quelle bringt Neil Grace das Autofahren bei, was sie sofort nutzt, um nach seinem Besuch bei einem Schnapsbrenner rechtzeitig wieder an ihren Arbeitsplatz zu gelangen. Neil setzt seine Fahrt fort und am nächsten Morgen erfährt Grace von einem Unfall. Grace erhält einen Brief von Maury, den sie knapp beantwortet mit: „I did want to go“. Der Senior der Familie sucht Grace mit Grüßen von seiner Gattin im Hotel auf und übergibt ihr einen Scheck von 1000 Dollar, den sie am liebsten nicht angenommen hätte. Das Ende der Geschichte scheint damit klar zu sein.

## Ausgaben und Versionen

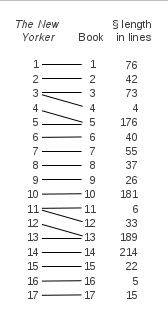
Alice Munro: "Passion" (2004 The New Yorker / 2004 short story collection Runaway), Versionsunter-schiede nach Abschnitten

Die Zeitschriftenversion erschien am 22. März 2004 in The New Yorker und ist kostenfrei lesbar gemacht worden. In der Buchversion, die im selben Jahr veröffentlicht wurde, umfasst die Erzählung in englischer Sprache 37 Seiten. Auf Deutsch ist das Werk erstmals 2006 im Band Tricks erschienen, in der Übersetzung von Heidi Zerning.
Zwischen der Zeitschriftenversion und der Buchversion gibt es den Abschnitten nach folgende Veränderungen: Im dritten Abschnitt wurde ein Abschnittswechsel eingefügt und zwischen dem vierten und dem fünften Abschnitt ein Abschnittswechsel getilgt. Im elften Abschnitt wurde ein Abschnittswechsel eingefügt und zwischen dem zwölften und dem dreizehnten Abschnitt ein Abschnittswechsel getilgt. Zweimal wird auf diese Weise ein Abschnitt in zwei Abschnitte geteilt und der Abschnitt, der gleich danach folgt, wird im Vergleich zur Zeitschriftenversion aus zwei Abschnitten zusammengefügt. In der Buchversion sind dadurch zwei weitere sehr kurze Abschnitte entstanden, so dass es nunmehr drei Abschnitte dieser Art gibt: Der neue vierte Abschnitt besteht aus 4 Zeilen. In ihm geht es um Graces Verliebtsein in Mrs. Travers. Im neuen elften Abschnitt, der aus 6 Zeilen besteht, wird Graces Eindruck am Beginn der Fahrt mit Neil geschildert: dass sie flögen. Und der sechzehnte Abschnitt, den es schon in der vorigen Version gegeben hatte, handelt in 5 Zeilen vom Inhalt des Briefes, den Grace von Maury erhält und davon, wie Grace diesen (nicht) beantwortet. Über die Unterschiede nach Abschnitten hinaus gibt es zwischen der Zeitschriftenversion und der Buchversion eine ganze Reihe von sprachlichen Änderungen.